# Dave Dee, Dozy, Beaky, Mick & Tich
Dave Dee, Dozy, Beaky, Mick & Tich (DDDBM&T) was een Engelse popgroep, die in de jaren zestig van de 20e eeuw een aantal hits scoorde, waaronder The legend of Xanadu, in 1968 een nummer 1-hit in het Verenigd Koninkrijk.

## Achtergrond
Dave Dee, Dozy, Beaky, Mick & Tich waren:
- David Harman (Dave Dee), (Salisbury, 17 december 1941 – Kingston upon Thames, Surrey, 9 januari 2009), zanger
- Trevor Davies (Dozy), (Enford, 27 november 1944 – 13 januari 2015), basgitaar
- John Dymond (Beaky), (Amesbury, 10 juli 1944), gitaar
- Michael Wilson (Mick), (Amesbury, 4 maart 1944), drums
- Ian Amey (Tich), (Salisbury, 15 mei 1944 – februari 2024), gitaar

Ze traden sinds 1961 op als groep onder verschillende namen, waarvan de voorlaatste 'Dave Dee and The Bostons' was. In Duitsland (Star Club) en Engeland traden ze op, maar succes bleef vooralsnog uit. Totdat ze in de zomer van 1964 optraden als 'supporting act' van de Honeycombs, die destijds een hit hadden met Have I The Right.
De managers van The Honeycombs, Ken Howard en Alan Blaikley, zagen een optreden van Dave Dee & The Bostons en waren razend enthousiast. Een platencontract werd getekend en Howard & Blaikley gingen de songs componeren. Met hun eerste hit You make it move scoorden ze eind 1965 een bescheiden notering (# 26) in de Britse charts. De periode 1966-1968 werd echter heel succesvol. Hits als Bend it, Save me, Okay, Zabadak, The legend of Xanadu en Last night in Soho bereikten allemaal de Britse top 10. In de Verenigde Staten kwam de groep weliswaar niet van de grond, maar in Duitsland waren ze op enig moment zelfs populairder dan The Beatles.
In september 1969 verliet Dave Dee de groep en probeerde het met een solocarrière. Alleen zijn single My woman's man  uit 1970 kreeg enige aandacht. In datzelfde jaar scoorden Dozy, Beaky, Mick & Tich (zonder Dave Dee) als DBM&T met Tonight today nog een laatste hit. In 1972 ging de groep uit elkaar.
In de jaren 80 trad Dave Dee met de Schotse groep The Marmalade op.
De band maakte in de jaren tachtig een doorstart als oldies-act en trad nog regelmatig op. Zo zouden zij op 13 december 2008 optreden in het Sportpaleis in Antwerpen. Echter, vlak voor het vertrek op een Londens vliegveld werd Dave Dee onwel en werd direct naar een ziekenhuis vervoerd. De overige bandleden traden wel op en de afwezige Dave Dee kreeg er een staande ovatie.
Dave Dee (67) overleed op 9 januari 2009. Hij was al enkele jaren ziek.

## Discografie van Dave Dee, Dozy, Beaky, Mick & Tich

### Singles
- No time / Is it love (1965)
- All I want / It seems a pity (1965)
- You make it move / I can't stop (1965)
- You make it move / No time (1965 - VS)
- Hold Tight / You know what I want (1966)
- Hideaway / Here's a heart (1966)
- Frustration / Hideaway (1966 - Argentinië)
- A good thing goin' / Here's a heart (1966 - Fillipijnen)
- Bend it / She's so good (1966)
- Bend it / You make it move (1966 - Duitsland)
- Bend it (diff. lyrics) / She's So Good (1966 - VS)
- Hard to love you[1] / No time (1966 - Duitsland/Nieuw-Zeeland)
- Hard to love you[1] / Frustration (1966 - Nederland)
- Save me / Shame (1966)
- Touch me touch me / Marina (1967)
- Touch me touch me / Nose for trouble (1967 - Nederland)
- Okay! / He's a raver (1967)
- Okay! / Master Llewellyn (1967 - VS)
- Zabadak / The sun goes down (1967)
- Zabadak! / Nose for trouble (1967 - Duitsland)
- Zabadak! / Follemente vivo (1968 - Italië)
- The Legend of Xanadu / Please (1968)
- Last night in Soho / Mrs. Thursday (1968)
- The wreck of Antoinette / Still life (1968)
- Hold Tight / The wreck of The Antoinette (1968 - Japan)
- The wreck of The Antoinette / Last night in Soho (1968 - Turkije)
- Break out / Mrs. Thursday (1968 VS/Canada)
- Don Juan / Margareta Lidman (1969)
- Don Juan / Still life (1969 - Japan)
- Run Colorado / Margareta Lidman (1969 - Japan)
- Snake in the grass / Bora bora (1969)
- She's my lady / Babeigh (1974)
- La leyenda de Xanadu (live) / What'd I say (1982 - Spanje)
- Do-wah-diddy / Waiting (1983)
- Staying with it / Sure thing (1983)

### Albums
- Dave Dee, Dozy, Beaky, Mick & Tich (1966)
- If music be the food of love prepare for indigestion (1966)
- Golden hits of Dave Dee, Dozy, Beaky, Mick & Tich (1967)
- A plea for sanity (1968)
- If No-one sang (1968)
- The legend of DDDBM&T (1969)
- Together (1969)

## Discografie van Dozy, Beaky, Mick & Tich

### Singles
- Tonight today / Bad News (1969)
- Mr President / Frisco-Annie (1970)
- Festival / Leader of a rock 'n' roll band (1970)
- Leader of a rock 'n roll band (diff. beginning) / Festival (1970 - Argentina)
- I want to be there / For the use of your son (1971)
- They won't sing my song / Soukie (1972)
- You've got me on the run / Rock and roll (1979)
- In the coven / I can't stop wanting you (1980)
- Matthew and son / Matthew and son (instrumentaal) (1986)
- The boys: here we go / Here we go again (1986)

### Album
- Fresh Ear (1970)

### NPO Radio 2 Top 2000
| Nummers met noteringen in de NPO Radio 2 Top 2000 | '99  | '00  | '01  | '02  | '03  | '04  | '05  | '06  | '07  | '08  | '09  | '10  | '11  |
| ------------------------------------------------- | ---- | ---- | ---- | ---- | ---- | ---- | ---- | ---- | ---- | ---- | ---- | ---- | ---- |
| Don Juan                                          | 1648 | 1879 | -    | 1979 | -    | -    | -    | -    | -    | -    | -    | -    | -    |
| Hold Tight                                        | -    | 1966 | -    | -    | -    | -    | -    | -    | -    | -    | -    | -    | -    |
| The Legend of Xanadu                              | 1006 | 841  | 1070 | 1047 | 1742 | 1063 | 1261 | 1256 | 1544 | 1313 | 1333 | 1560 | 1596 |
| Zabadak                                           | -    | 1858 | -    | -    | 2000 | 1600 | 1920 | 1690 | -    | 1958 | -    | -    | -    |

1. ↑  Een '-' betekent dat het nummer niet was genoteerd en een vetgedrukt getal geeft de hoogste notering van een nummer aan.
2. ↑  Deze tabel is bijgewerkt tot en met de laatste editie (2024).